# SHALE APPLE
SHALE APPLE（シェイル・アップル）は、日本のロックバンドである。日本コロムビアに所属。

## メンバー

### 現メンバー
- 坪井悟（つぼい さとる）：1983年6月28日生まれ。ボーカル&ギター。岡山県出身。
- 武田一美（たけだ かずみ）：1984年1月6日生まれ。キーボード。
- 籏野博成（はたの ひろなり）：1980年9月3日生まれ。ドラム。

### 旧メンバー
- 渕上健吾（ふちがみ けんご）：1983年7月9日生まれ。ベース。現在はnano an apertureのメンバー。
- 小倉誠司（おぐらせいじ）:1984年2月27日生まれ。ドラム。現在はflumpoolのリーダー

## 経歴
- 2002年7月、大阪スクールオブミュージック専門学校に在籍していた5人で結成。
- 2002年12月、ギターが脱退。
- 2004年3月、デビューシングル『扉』を発売。
- 2005年3月、ドラムの小倉誠司（現在はflumpoolのリーダー）が脱退。
- 2005年4月、籏野博成が加入。
- 2006年6月21日、シングル『空フル』でメジャーデビュー。
- 2007年5月20日、ベースの渕上健吾（現在はnano an apertureのメンバー）が脱退。

## ディスコグラフィ

### シングル
- 扉（2004年3月、インディーズ）
- 空フル 〜虹を架けろ〜 （2006年6月21日）
- 君の声/オレンジ （2006年11月22日）
- ひとりぼっちの君へ/大切な言葉 （2007年2月14日）

### アルバム
- 空空寂寂 （2007年3月28日）

## タイアップ一覧
| 使用年 | 曲名                  | タイアップ                                                          |
| ------ | --------------------- | ------------------------------------------------------------------- |
| 2006年 | 空フル 〜虹を架けろ〜 | 三貴「カメリアダイヤモンド」CMソング                                |
| 2006年 | 空フル 〜虹を架けろ〜 | 「HAPPYうた」CMソング                                               |
| 2006年 | 君の声                | ABCテレビ『ビーバップ!ハイヒール』11月度エンディングテーマ          |
| 2007年 | 大切な言葉            | MBSドラマ『天使の悪戯』主題歌                                       |
| 2007年 | ひとりぼっちの君へ    | MBS 単発ドラマ『ひとりぼっちの君へ 〜a gift for every one〜』主題歌 |

## メディア出演

### ラジオ
- STREET BEAT Colorful Night（InterFM897、2006年7月 - ）
- APPLE EDGE（FM NORTH WAVE、2006年10月 - ）